# 陳錫煌
陳錫煌（1931年3月19日—），臺灣布袋戲操偶藝師，臺北市人，其父為李天祿，弟為李傳燦。2009年成立陳錫煌傳統掌中劇團，為台灣唯一獲得文化部「重要傳統藝術布袋戲類保存者」、「古典布袋戲偶衣飾盔帽道具製作技術保存者」兩項國家頭銜的傳統布袋戲師。曾獲得行政院文化獎、臺北文化獎、國家文化資產保存獎、臺北市傳統藝術藝師獎、全球中華文化藝術薪傳獎、第四屆長春電影節最佳男配角等獎項。

## 生平
1931年出生在臺北市大龍峒，陳錫煌因父為入贅，約定其從母姓陳。其家中為布袋戲世家，祖父是「華陽台」班主許金木，外公是「樂花園」班主陳阿來，父親是「亦宛然」班主李天祿。
1953年陳錫煌組織「新宛然」布袋戲團在大臺北地區巡演，享有一定名氣，而該團在1970年解散，陳錫煌回「亦宛然」擔任二手。1978年擔任「小西園」二手。
除了演出，陳錫煌亦致力於教學，例如：1984年起，與李傳燦、林金鍊開始到板橋莒光國小教授布袋戲，1987年至臺北平等國小教學。
1992年起，參與《戲夢人生》等多部電影演出。
2001年獲邀進入「台原偶劇團」工作，曾與該團多次出國巡演。
2009年自行成立「陳錫煌傳統掌中戲團」。

## 獲獎
- 2007年獲中華民國資深青商總會第十四屆「全球中華文化藝術薪傳獎」[3]
- 2009年獲文建會頒布「重要傳統藝術布袋戲類保存者」證書[2]
- 2010年獲臺北市傳統藝術藝師獎[3]
- 2011年獲文建會頒布「古典布袋戲偶衣飾盔帽道具製作技術保存者」證書[6]
- 2012年獲國家文化資產保存獎[2]
- 2019年獲頒第二十三屆臺北文化獎[7]
- 2020年獲頒第三十九屆行政院文化獎[1]

## 電影演出
- 1993年《戲夢人生》
- 1994年《多桑》
- 1995年《春花夢露》
- 1996年《南國再見，南國》
- 1997年《放浪》
- 1997年《一隻鳥仔哮啾啾》，獲第四屆長春電影節最佳男配角
- 2000年《運轉手之戀》
- 2018年《紅盒子》紀錄片

### 書籍
- 郭鎮瑞. . 台北市文化局. ISBN 9789860266085.
- 陳錫煌、薛湧. . 文化部文化資產局　. ISBN 9789860351347.

## 外部連結
- 陳錫煌傳統掌中劇團的Facebook專頁
- YouTube上的陳錫煌傳統掌中劇團頻道
- YouTube上的掌中風華-陳錫煌戲夢人生（一），民視台灣學堂
- YouTube上的掌中風華-陳錫煌戲夢人生（二），民視台灣學堂
- YouTube上的掌中風華-陳錫煌戲夢人生（三），民視台灣學堂
- 台原偶戲團《飛劍奇俠》第一集 （页面存档备份，存于） ，布袋戲主題知識網